# Douzains
Douzains ist eine französische Gemeinde mit 261 Einwohnern (Stand 1. Januar 2022) im Département Lot-et-Garonne in der Region Nouvelle-Aquitaine (vor 2016: Aquitanien). Sie gehört zum Arrondissement Villeneuve-sur-Lot und zum Kanton Le Val du Dropt.
Der Name der Gemeinde geht auf das okzitanische douz (deutsch Quelle) zurück.
Die Einwohner werden Douzainois und Douzainois genannt.

## Geographie
Die Gemeinde Douzains liegt ca. 30 Kilometer nordwestlich von Villeneuve-sur-Lot in der historischen Provinz Agenais am nördlichen Rand des Départements.
Umgeben wird Douzains von den sechs Nachbargemeinden:
| Lalandusse | Cahuzac                                     |              |
| Lauzun     | Kompassrose, die auf Nachbargemeinden zeigt | Castillonnès |
|            | Sérignac-Péboudou                           | Montauriol   |

Douzains liegt im Einzugsgebiet des Flusses Garonne.
Die Douyne, ein Nebenfluss des Dropt, bildet die natürliche Grenze zur östlichen Nachbargemeinde Castillonnès. Ihre Nebenflüsse, der Rubital und der Douanel, durchqueren das Gebiet der Gemeinde.

## Geschichte
Grabstätten aus dem Hochmittelalter sind im Weiler Cinq Chemins östlich des Zentrums der Gemeinde gefunden worden. Sie enthielten Sarkophage, die mit roten Keramiken ausgestattet waren.
Die Pfarrgemeinde Saint-Pierre-es-Dozens wurde 1266 erstmals in den Aufzeichnungen erwähnt. Die romanische Pfarrkirche datiert jedoch aus dem 12. Jahrhundert und belegt, dass die Siedlung bereits früher existierte. Von 1319 bis 1365 wurde ein Priorat erwähnt, das bis zur Französischen Revolution dem Bistum Sarlat unterstand.
Im Jahre 1789 wurden die Gemeinden Douzains und Saint-Grégoire in die Gemeinde Lalandusse eingegliedert und erlangten ihre Autonomie unter dem französischen Konsulat wieder. Im Jahre 1825 wurde Saint-Grégoire schließlich zu Douzains eingemeindet.

## Einwohnerentwicklung
Mit der Eingemeindung von Saint-Grégoire stieg die Einwohnerzahl in der Mitte des 19. Jahrhunderts auf einen Höchststand von rund 735. In der Folgezeit sank die Größe der Gemeinde bei kurzen Erholungsphasen bis zu den 1980er Jahren auf rund 195 Einwohner, bevor eine Wachstumsphase einsetzte, die heute noch andauert.
| Jahr      | 1962 | 1968 | 1975 | 1982 | 1990 | 1999 | 2006 | 2011 | 2022 |
| --------- | ---- | ---- | ---- | ---- | ---- | ---- | ---- | ---- | ---- |
| Einwohner | 306  | 272  | 225  | 193  | 206  | 244  | 262  | 270  | 261  |

## Sehenswürdigkeiten
- Kirche Saint-Pierre
- Kirche Saint-Grégoire im gleichnamigen Ortsteil

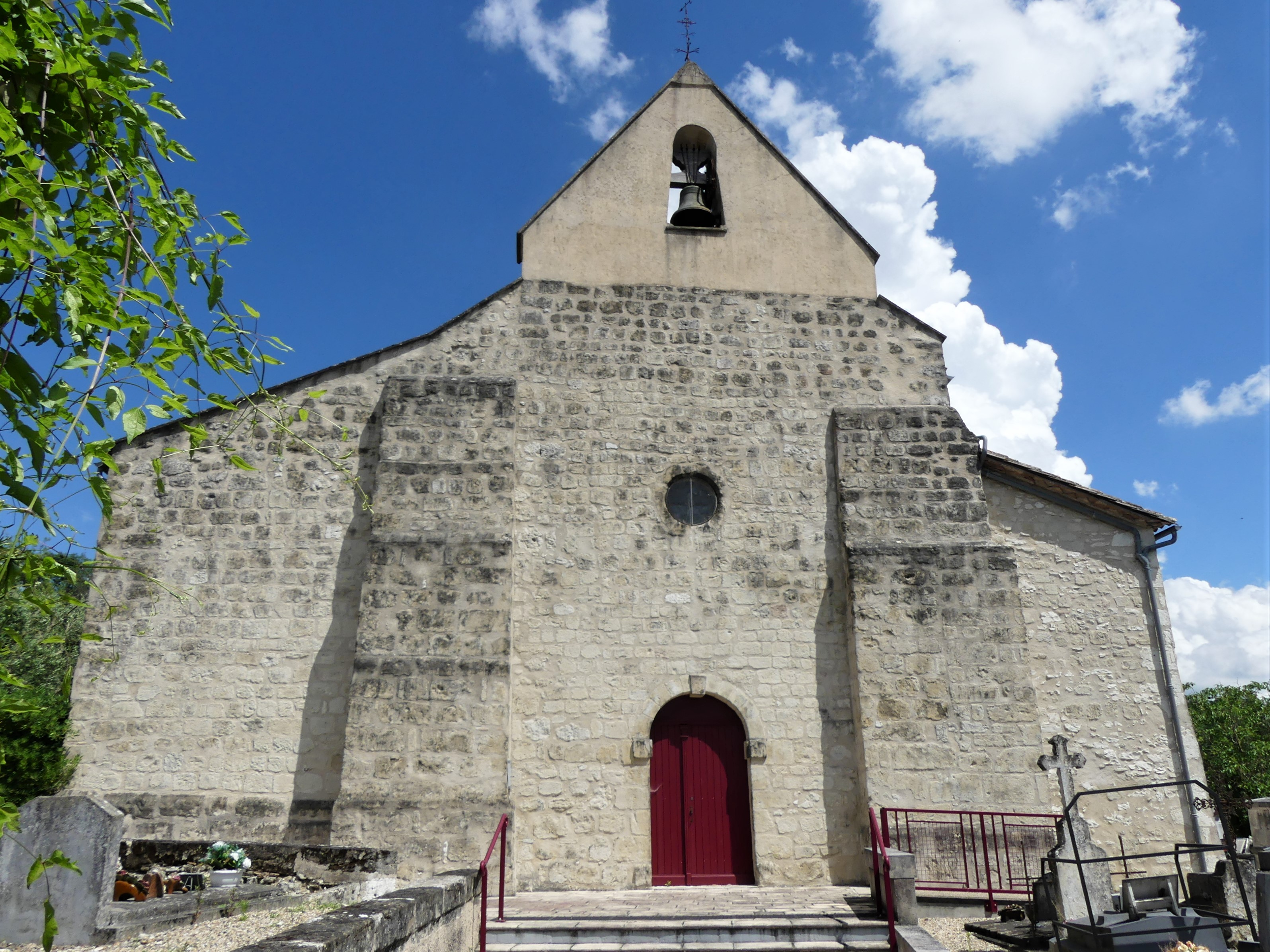
Kirche Saint-Pierre
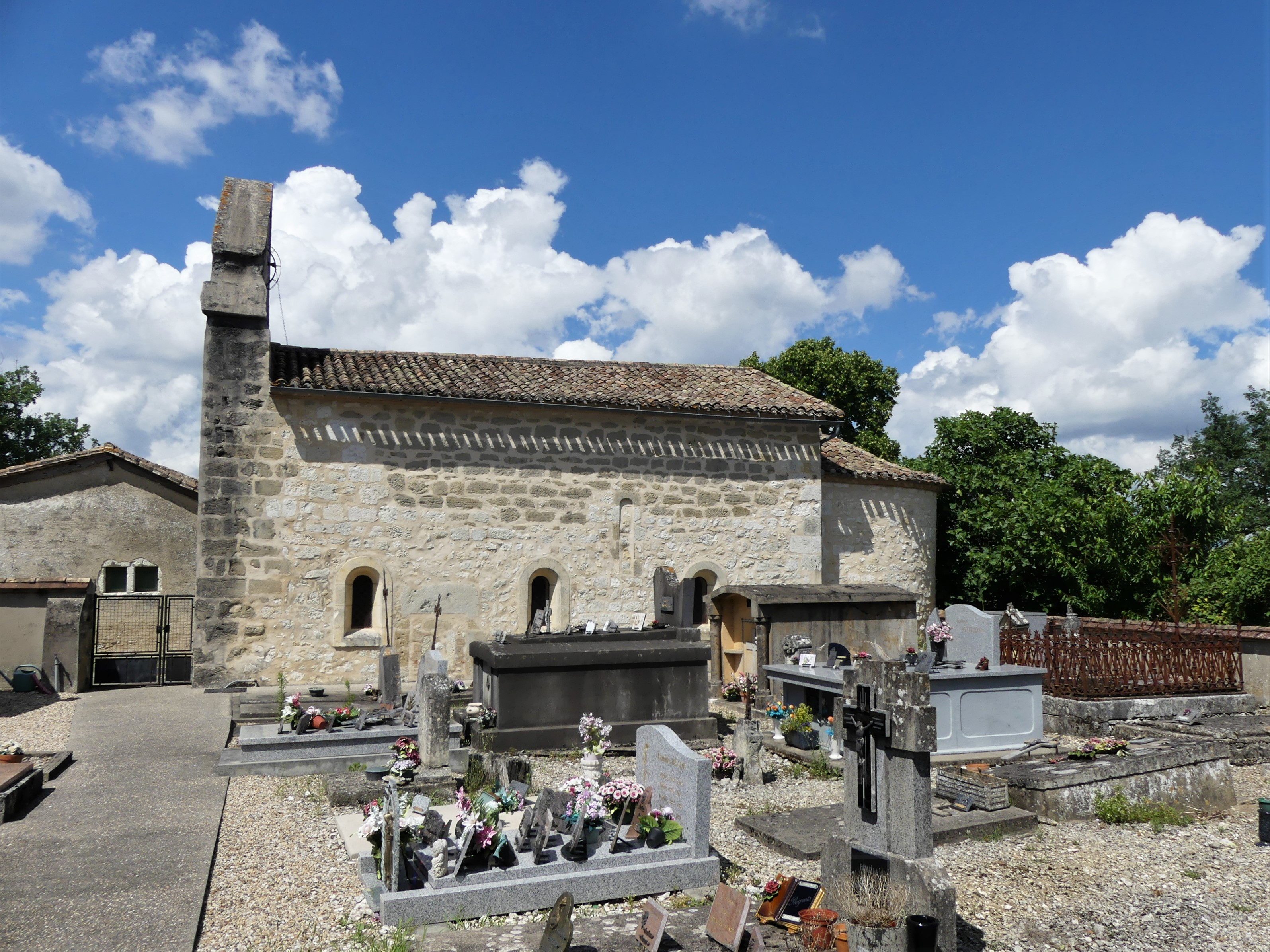
Kirche Saint-Grégoire
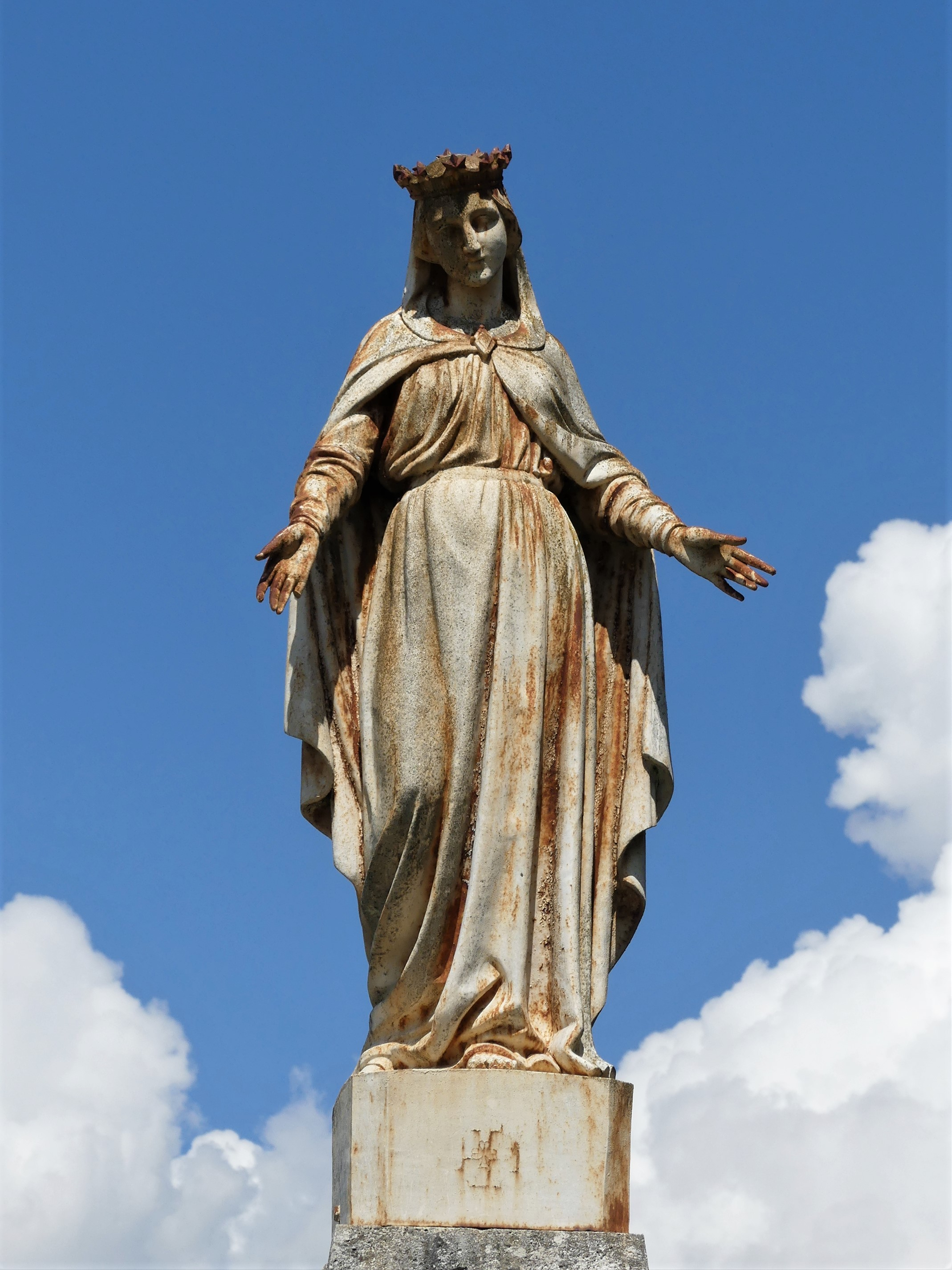
Marienstatue
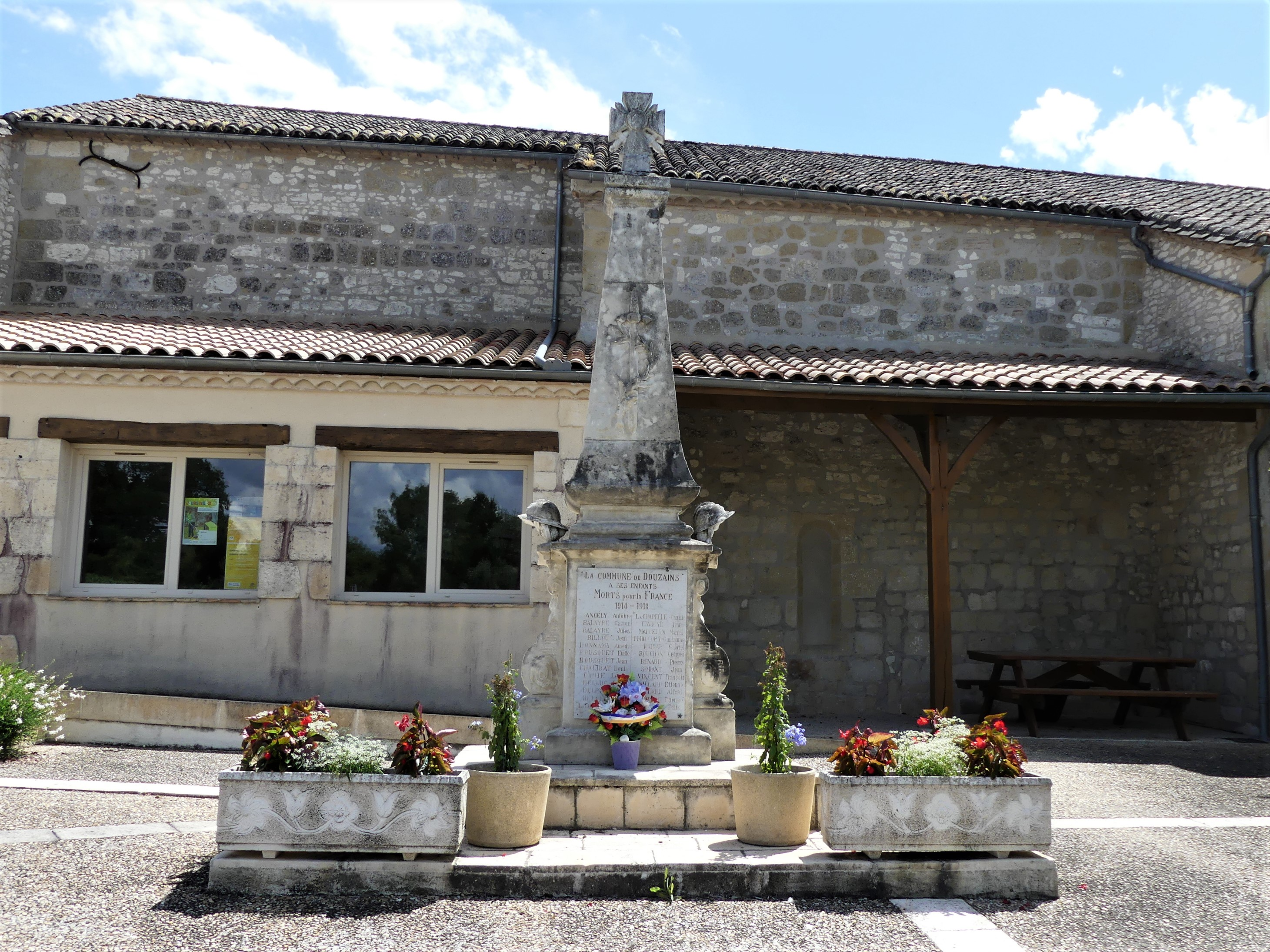
Gefallenendenkmal

## Wirtschaft und Infrastruktur
Die Landwirtschaft ist der wichtigste Wirtschaftsfaktor der Gemeinde.

### Verkehr
Douzains ist erreichbar über die Routes départementales 1, 254 und 416 sowie über Nebenstraßen, die von der Route départementale 421 abzweigen.